# Rockenhausen
Rockenhausen là một đô thị thuộc Donnersbergkreis, trong bang Rheinland-Pfalz, phía tây nước Đức. Đô thị Rockenhausen có diện tích 36,83 km², dân số thời điểm ngày 31 tháng 12 năm 2006 là 5520 người. Đô thị này nằm bên sông Alsenz, cự ly khoảng 20 km về phía bắc của Kaiserslautern.
Rockenhausen là thủ phủ của Verbandsgemeinde ("đô thị tập thể") Rockenhausen.